# Otto Henrich
Otto Henrich (* 30. Oktober 1871 in Essen; † 21. Dezember 1939 in Berlin) war ein deutscher Ingenieur und Unternehmer. Von 1919 bis 1920 war er Vorstandsvorsitzender der Siemens-Schuckertwerke.

## Leben
Geboren als Sohn eines Bergmannes, fand Henrich 1896 bei den Siemens & Halske-Werken in Berlin-Charlottenburg Anstellung als Jungingenieur.
1905 wurde er stellvertretendes, ab 1908 dann ordentliches Vorstandsmitglied. 1912/13 ordnete er die Siemens-Schuckertwerke neu und erwarb sich damit die Anerkennung Carl Friedrich von Siemens’. 1919 wurde er zum Vorstandsvorsitzenden. Im gleichen Jahr war er einer der Mitinitiatoren eines Antibolschewistenfonds der deutschen Wirtschaft, der die militärische Niederschlagung der deutschen Räterepubliken und antibolschewistische Organisationen finanzierte. 1920 initiierte er die Gründung der Siemens-Rheinelbe-Schuckert-Union, einer Interessengemeinschaft von Schwer- und Elektroindustrie. 1921 musste er bei Siemens ausscheiden, nachdem er eine Beziehung mit Auguste von Siemens (geborene Bötzow, genannt Tutty, * 2. Februar 1878 in Berlin; † 22. März 1935 ebenda, bis 1923 Ehefrau von Carl Friedrich von Siemens) eingegangen war.
Die letzte Ruhestätte von ihm und seiner Frau Grete Henrich, geb. Then-Berch († 1922), befindet sich innerhalb der Grabstätte Siemens auf dem Südwestkirchhof Stahnsdorf. Er war Mitglied des Vereins Deutscher Ingenieure (VDI).